# José Mallol Alberola
José Mallol Alberola (Mutxamel, 5 de gener de 1912 – Alacant, 15 de febrer de 1993) fou un farmacèutic i polític valencià, primer governador civil d'Alacant durant el franquisme.
Fill d'un mestre, va estudiar magisteri a Alacant i el 1933 es va llicenciar en farmàcia a la Universitat de Granada. Es va iniciar políticament a l'Agrupació Socialista de Mutxamel, però el 1933 va deixar el partit per integrar-se a la Falange Española i exercir com a vocal del Consell Nacional del Sindicato Español Universitario. Fou detingut per les autoritats republicanes en començar la guerra civil espanyola i va passar per diversos centre de detenció com el camp de concentració d'Albatera (aleshores un camp de treball) i el penal de Sant Miquel dels Reis. Fou alliberat el gener de 1939 i va intervenir decisivament en la instauració del nou règim franquista a la província d'Alacant. Juntament amb Miguel Primo de Rivera y Sáenz de Heredia, Pilar Millán Astray, Javier Pérez de Millán-Astray i el conserje del cementiri d'Alacant, Tomas Santonja van identificar i desenterrar les despulles de José Antonio Primo de Rivera de la fossa comuna d'Alacant.
Fou nomenat governador civil d'Alacant a finals de març de 1939, però va dimitir poc després. També fou cap provincial del Movimiento Nacional i el novembre de 1940 delegat provincial de Sindicats, però fou destituït poc després durant les pugnes entre diversos grups falangistes. A les eleccions municipals d'Alacant de 1948 va encapçalar una llista falangista dissident de l'oficial, la qual cosa el va forçar a apartar-se de la política. Fins a agost de 1964 no tornaria a ser cap local de Falange a Alacant. Després també seria president del Col·legi de Farmacèutics d'Al·lacant.
El 1989 va escriure La Estampida, Final de la Guerra Civil en Alicante, on exposa la seva versió dels fets esdevinguts en els darrers dies de la guerra civil espanyola a Alacant. Tanmateix, no fou publicat fins 2000.